# Lagerstroemia crispa
Lagerstroemia crispa är en fackelblomsväxtart som beskrevs av Jean Baptiste Louis Pierre. Lagerstroemia crispa ingår i släktet Lagerstroemia och familjen fackelblomsväxter. Inga underarter finns listade i Catalogue of Life.